# Distretto di Mazgirt
Il distretto di Mazgirt (in turco Mazgirt ilçesi) è uno dei distretti della provincia di Tunceli, in Turchia.